# Иван Гаджов
Иван Гаджов e български католически свещеник, конвентуалец.

## Биография
Иван Гаджов e роден през 1910 г. в село Балтаджии (днес кв. Секирово на град Раковски). Една от сестрите му е монахиня в Загреб, но умира твърде млада. След завършване на началното си образование в родното си село, учи първоначално при отците конвентуалци в Буюкдере, в Цариград (днес предградието Мегало Ревма в Истанбул). Завършва обучението си в манастира в Асизи, в Италия, където на 13 август 1933 г. в базиликата „Свети Франциск” е ръкоположен за свещеник. От 1934 г. е помощник-енорист в градчето Спело до Асизи.
През 1940 г. учи източен обред и се връща в България през 1942 г. по молба на епископ Кирил Куртев, за да служи в енорията „Успение Богородично“ в село Покрован, Ивайловградско. По време на преследванията на католическото духовенство в България през 1951 г. тайно му е съобщено от местен милиционер, че ще бъде арестуван. Той успява да избяга в Турция с лодка по река Арда. Там търси помощ от съпругата на Серафим Гендов – отказал се свещеник-конвентуалец. Тя му урежда билет за кораб до Италия.
През 1958 г. се връща от Рим в България с мотоциклет. Той е арестуван и разпитван за дълго от тогавашните власти. Изпратен е в родното си село Секирово без право да го напуска, но епископ Симеон Коков не му дава работа и той заедно с отец Недялко Романов, също конвентуалец, отиват в Никополската епархия. Започва да работи като помощник-енорист в храма „Светият Кръст“ в Трънчовица. 
Отец Иван Гаджов умира в Трънчовица през 1973 г. Погребан е в Секирово.